# Kladje, Gorenja vas - Poljane
Kladje je naselje v Občini Gorenja vas - Poljane.